# Lukáš Parízek
 (août 2022).
Lukáš Parízek, né le 9 septembre 1986 à Bratislava (Tchécoslovaquie), est un homme d’État slovaque. 
Il est secrétaire d’État au sein du Ministère des affaires étrangères et européennes de la République Slovaque à partir du 23 mars 2016. En 2019, il ne conserve que le secrétariat d'État aux affaires étrangères, Ivan Korčok étant nommé secrétaire d'État aux affaires européennes.

## Biographie
Lukáš Parízek est né et passe sa jeunesse à Bratislava où il effectue sa scolarité. Il termine ses études secondaires au Gymnázium Ivana Horvátha à Bratislava, où il obtient son baccalauréat en 2006. Il poursuit ses études universitaires entre 2006-2012 en Russie à l’Institut d'État des relations internationales de Moscou (MGIMO). Il y obtient son diplôme de Master en affaires internationales et diplomatie en 2012.
En 2016, il devient responsable au ministère de la politique de sécurité, de la diplomatie économique, de la coopération pour le développement ainsi que de l’aide humanitaire, les organisations internationales et les relations bilatérales avec les territoires outre Union Européenne. 
Lukáš Parízek cherche à diversifier la diplomatie économique slovaque en dehors de l'Union Européenne, notamment en Amérique du Sud, en Asie et en Afrique.
En 2017, il est candidat du Parti national slovaque au poste de gouverneur de la région autonome de Bratislava.